# Житков, Анатолий Анатольевич
Житков Анатолий Анатольевич (10 апреля 1913, Москва, Российская империя — 9 ноября 1997) — советский промышленник.
Генеральный директор Волжского автомобильного завода в 1975—1982 годах. Член КПСС.

## Биография
Трудовую деятельность начал в 1930 году электромонтёром на московском электромоторном заводе. С 1933 по 1936 годы исполнял обязанности инженера научно-исследовательского института связи и светотехники гражданского воздушного флота города Тушино Московской области. В 1937 году окончил Московский энергетический институт. С 1937 года начал работать на Московском автомобильном заводе.
В 1941 году добровольцем ушёл на фронт и был зачислен слесарем роты технического обслуживания в специальную 121-ю отдельную танковую бригаду. Весной 1943 года командир взвода А. А. Житков был, как специалист, отозван из действующей армии для восстановления и укрепления промышленности и направлен на Ульяновский автомобильный завод.
А. А. Житков избирался делегатом XXV и XXVI съездов КПСС.
Умер 9 ноября 1997 года. Похоронен в Москве на Донском кладбище.

## Деятельность на АвтоВАЗе
На Волжском автомобильном заводе Житков с момента начала его строительства — с 1966 года. В 1971 году он стал директором по производству, в 1972 году — главным инженером-техническим директором, а в 1975 году (после назначения предыдущего директора В. Н. Полякова министром автомобильной промышленности и переезда в Москву) был назначен генеральным директором. Этот пост Житков занимал до 1982 года и был освобождён от должности в связи с выходом на пенсию.

## Награды и звания
- В 1981 году ему присвоено звание Героя Социалистического Труда.
- Кавалер трёх орденов Ленина.
- В числе боевых наград имеет медали «За оборону Сталинграда», «За победу над Германией в Великой Отечественной войне 1941—1945 гг.».

## Публикации
- Житков А. А. Вершиной жизни стал ВАЗ / лит. зап. А. Шаврина. — Тольятти: АВТОВАЗ, 1997. — 110 с. — 1000 экз.